# Gejugan
Gejugan is een bestuurslaag in het regentschap Probolinggo van de provincie Oost-Java, Indonesië. Gejugan telt 1009 inwoners (volkstelling 2010).